# ساریگوس
ساریگوس (به اسپانیایی: Sariegos) یکی از دهستان‌های اسپانیا است که در استان لئون، اسپانیا واقع شده‌است.

## خصوصیات
ساریگوس ۳۶ کیلومترمربع مساحت و ۳٬۴۵۱ نفر جمعیت دارد.